# Salmanassar IV.
Salmanassar IV. byl asyrským králem, který vládl v letech 783–773 př. n. l. O jeho vládě není známo takřka nic bližšího, pouze to, že podnikl několik výprav proti Urartu. Během jeho vlády se k moci dostal jeden z jeho dvořanů – Šamši-Ilu, který významně ovlivňoval dění v říši po několik desetiletí.